# Behemot

Behemot a Leviatan, akvarel Williama Blakea z jeho Ilustrací ke knize Job (1826)

Behemot, Behemót nebo Behémót (hebrejsky בהמות, behemot; arabsky بهيموث bahīmūth nebo بهموت bahamūt, anglicky Behemoth) je biblická obluda, která se vyskytuje v knize Jób (Jb 40, 15–24 (Kral, ČEP) Jób 40,15-24) a apokryfní knize Henochově, přeneseně obecně jakákoli obluda.
Podle židovské víry je Behemot nepřemožitelná stvůra země, stejně jako Leviatan (Livjátan) je nepřemožitelným monstrem moře a (pouze apokryfní) prapták Ziz nepřemožitelnou stvůrou nebe. V Bibli kralické je přeložen jako slon.
Behemota zmiňují i další židovské texty: například v Abrahamově apokalypse je představen jako suchozemský protějšek Livjátana. Podobně je tomu v knize Jób (Job 40,15) a v knize Henochově (Henoch 60,7–9). Behemot a Livjátan mají být hlavním chodem eschatologické hostiny spravedlivých (Henoch 60,24).
V dnešní době bývá Behemot vědci nejčastěji ztotožňován s hrochem, na něhož popis v knize Jób sedí nejpřesněji, ale objevují se i jiné názory, podle nichž byl Behemot slon, krokodýl nebo pouze Jóbova představa.
V apokryfech a démonologii bývá Behemot (stejně jako Leviatan) chápán symbolicky jako protivník Boží, Ďábel, pročež je jedním z oblíbených motivů Black metalové hudby, pojmenovala se po něm například polská black metalová skupina Behemoth.